# LoveTrue
LoveTrue es un documental estadounidense de 2016, dirigido por Alma Har’el, que también estuvo a cargo de la fotografía junto a Theo Stanley, aparece como parte de la producción Shia LaBeouf, musicalizado por Flying Lotus, los protagonistas son Abraham Boyd, Angel Boyd y Chineze Enekwechi, entre otros. Esta obra fue realizada por Delirio Films y Pet Peeve Films; se estrenó el 15 de abril de 2016.

## Sinopsis
Tres complejas relaciones de la vida real transcurren en diferentes partes de Estados Unidos, estos lugares son Alaska, Hawái y Nueva York.